# Лас-Грутас
Лас-Грутас (исп. Las Grutas) — курортный город в департаменте Сан-Антонио провинции Рио-Негро (Аргентина), находится под юрисдикцией муниципалитета Сан-Антонио-Оэсте.

## История
Ещё в 1920-х годах побережье в этих местах стало популярным местом для пикников. С конца 1930-х годов нашлись люди, которые стали селиться здесь на постоянной основе. В 1960 году был официально образован населённый пункт.